# Теннессин
| 117            | Теннессин |
| Ts(294)        |           |
| 5f146d107s27p5 |           |

Теннесси́н (новолат. и англ. Tennessine), ранее фигурировал под временными названиями унунсе́птий (лат. Ununseptium, Uus) или э́ка-аста́т — химический элемент семнадцатой группы (по устаревшей классификации — главной подгруппы седьмой группы) седьмого периода периодической системы химических элементов, обозначаемый символом Ts и обладающий зарядовым числом 117. Чрезвычайно радиоактивен. Период полураспада более устойчивого из двух известных изотопов, 294Ts, составляет около 78 миллисекунд, атомная масса этого изотопа равна 294,210(5) а.е.м.. Формально относится к галогенам, однако его химические свойства ещё не изучены и могут отличаться от свойств, характерных для этой группы элементов. Теннессин был открыт последним по времени из элементов седьмого периода таблицы Менделеева.

## Происхождение названия
После открытия элементу было присвоено временное название «унунсептий», данное элементу по правилам Международного союза теоретической и прикладной химии (ИЮПАК), образованное из корней латинских числительных и буквально обозначающее что-то наподобие «одно-одно-седьмой» (латинское числительное «117-й» пишется совсем иначе: centesimus septimus decimus). В дальнейшем, после подтверждения открытия, название было изменено на постоянное «теннессин».
Согласно правилам наименования новых элементов, принятым в 2002 году, для обеспечения лингвистического единообразия всем новым элементам должны даваться названия, оканчивающиеся на «-ium». Однако в английском языке названия элементов 17-й группы периодической системы (галогенов) традиционно имеют окончание «-ine»: Fluorine — фтор, Chlorine — хлор, Bromine — бром, Iodine — иод, Astatine — астат. Поэтому вскоре после признания открытия 113-го, 115-го, 117-го и 118-го элементов в правила были внесены изменения, согласно которым, по принятой в английской химической номенклатуре традиции, элементам 17-й группы на английском языке должны даваться названия, заканчивающиеся на «-ine».
30 декабря 2015 года ИЮПАК официально признал открытие 117-го элемента и приоритет в этом учёных из Объединённого института ядерных исследований (ОИЯИ) и Ливерморской национальной лаборатории.
7 января 2016 года химик и блогер Кей Дей опубликовал петицию, в которой просил назвать новый элемент «Октарином» в честь цвета волшебства из серии книг Терри Пратчетта «Плоский мир».
8 июня 2016 года ИЮПАК рекомендовал дать элементу название «теннессин» (Ts) в знак признания вклада штата Теннесси, в том числе Национальной лаборатории Ок-Ридж, Университета Вандербильта и Университета Теннесси в Ноксвилле, в изучение сверхтяжёлых элементов, включая производство и химическое разделение изотопов актиноидов для синтеза сверхтяжёлых элементов в Высокопоточном изотопном реакторе и Центре развития радиохимической инженерии НЛОР. Название «теннессин» было представлено научной общественности для 5-месячного обсуждения с 8 июня по 8 ноября 2016 года.
28 ноября 2016 года ИЮПАК утвердил название «теннессин» для 117-го элемента.
Название Tennessine дано в формате, принятом для названий галогенов в английском языке. При этом в большинстве других языков (русском, немецком, французском и т. д.) в названиях галогенов суффикс «-ин» не используется, хотя, например, в русскоязычной литературе до 1962 года использовалось название «астатин», а не «астат». Поскольку языком международной химической номенклатуры и рабочим языком ИЮПАК является английский, эта организация не представляет латинские названия элементов. Поэтому латинское название теннессина остаётся неопределённым — это может быть традиционное Tennessium или на английский манер Tennessinum. Учтя особенности других языков, ИЮПАК в своих рекомендациях указал, что английская традиция наименования галогенов не является примером для других языков и название tennessine может быть переведено, преобразовано или адаптировано в других языках для удобства использования и обеспечения единообразия названий галогенов. Через несколько дней после этого организация, ответственная за испанскую химическую терминологию, решила использовать название teneso, отбросив суффикс -ine, как и в других испанских названиях галогенов. Вслед за этим Комиссия по обогащению французского языка, следуя традиции, рекомендовала для использования во французском языке название tennesse. Затем аналогичное решение — использовать название tenness — приняли и немецкие эксперты.
Интересен тот факт, что другой галоген, астат, после неподтвердившегося открытия в 1932 году некоторое время носил название «алабамий» (лат. Alabamium, англ. Alabamine), данное в честь другого американского штата.
В качестве обозначения для теннессина был выбран символ Ts, который уже используется в органической химии для обозначения радикала тозила. Так, например, формула TsOH соответствует как тозиловой кислоте, так и гипотетической теннессиноватистой кислоте, хотя формула последней традиционно должна записываться как HTsO. Но первооткрыватели считают, что такое совпадение вряд ли вызовет путаницу, поскольку для обозначения радикалов пропила и ацила (или ацетила) уже используются символы Pr и Ac, которые идентичны символам празеодима и актиния. Другой вариант обозначения — Tn был отвергнут, поскольку этот символ, принятый в 1923 году для обозначения торона (ториевой эманации) — одного из изотопов радона — продолжает регулярно использоваться в ряде областей науки.

## Нахождение в природе
Теннессин не встречается в природе ввиду крайне малого времени жизни его изотопов.

## Изотопы
У теннессина нет стабильных изотопов. 294Ts является самым долгоживущим из известных изотопов, с периодом полураспада 51 миллисекунда.

## Получение
Теннессин (унунсептий, эка-астат) был впервые получен ОИЯИ в Дубне (Россия) в 2009 году. Для синтеза 117-го элемента мишень из изотопа 97-го элемента, берклия-249, полученного в Окриджской национальной лаборатории (США), обстреливали ионами кальция-48 на ускорителе У-400 Лаборатории ядерных реакций ОИЯИ. Для синтеза элемента использовались реакции:
{\displaystyle {\ce {^{48}_{20}{Ca}+_{97}^{249}{Bk}\to _{117}^{297}{Ts}^{\ast }\to _{117}^{294}{Ts}+3_{0}^{1}{n}}}}
{\displaystyle {\ce {^{48}_{20}{Ca}+_{97}^{249}{Bk}\to _{117}^{297}{Ts}^{\ast }\to _{117}^{293}{Ts}+4_{0}^{1}{n}}}}
В результате было зафиксировано шесть ядер нового элемента — пять 293
Ts и одно 294
Ts.
5 апреля 2010 года научная статья, описывающая обнаружение нового химического элемента с атомным номером 117, была принята для публикации в журнал Physical Review Letters.
В июне 2012 года эксперимент был повторён. Было зафиксировано пять ядер 293
Ts.
В 2014 году существование 117-го элемента подтвердила международная группа физиков-ядерщиков, работающая в Центре по изучению тяжёлых ионов им. Гельмгольца (Дармштадт, Германия).

## Физические свойства
Теннессин номинально относится к галогенам, следуя после иода и астата. Точные свойства теннессина остаются предметом обсуждения.
Теннессин, по наиболее вероятной модели, является металлоидом (или полуметаллом), с преимуществом металлических свойств над неметаллическими.
Его плотность ожидается в диапазоне 7,1—7,3 г/см³, то есть несколько больше, чем плотность его гомолога астата, равная 6,3—6,5 г/см³ (вследствие того, что астат очень сильно радиоактивен, его плотность также рассчитана теоретически).
При комнатной температуре теннессин должен быть твёрдым, в ранних работах его температура плавления предсказывалась в интервале 300—500 °C, кипения — 550 °C, по одним расчётам, и даже 610 °C, следуя тенденции роста температуры плавления с ростом атомного номера в группе галогенов.
Однако более поздние расчёты дают намного меньшие значения, предсказывая, что теннессин будет кипеть при температуре всего лишь 345 °C или даже ещё меньшей — вплоть до 230 °C, что ниже температуры кипения астата, которая составляет 309 °C.
Столь низкие ожидаемые температуры кипения могут быть связаны с тем, что, в отличие от остальных галогенов, теннессин может быть одноатомным, не образовывая или почти не образовывая двухатомных молекул Ts2.

## Химические свойства
Все галогены в той или иной степени проявляют свойства окислителей, причём окислительная способность уменьшается от фтора к астату. Теннессин, следуя в ряду галогенов после астата, почти не сможет проявлять окислительную способность ввиду большого удаления электронов от ядра, и, вероятно, станет первым из галогенов, восстановительная способность которого будет сильнее окислительной. Предполагается, что в отличие от остальных галогенов наиболее устойчивой степенью окисления теннессина будет +1. Эта степень окисления будет особенно устойчивой, как и устойчивость иона At+, только у теннессина её стабильность будет ещё выше.
Степень окисления −1, как и у остальных галогенов, вероятно, возможна, однако предполагается, что у теннессина она возникает только с сильными восстановителями и что теннессин, в отличие от остальных галогенов, не может образовывать устойчивых солей в степени окисления −1 (такие соли могут называться теннессинидами). Они смогут окисляться даже кислородом воздуха до степени окисления +1 — гипотеннессинитов, аналогов гипохлоритов.
Теоретически предсказывается, что второй по распространённости степенью окисления теннессина является +3. Степень окисления +5 также возможна, но только в жёстких условиях, поскольку требует разрушения всего 7p-подуровня. Хотя все более лёгкие галогены, кроме фтора, проявляют степень окисления +7, в отличие от них для теннессина она будет невозможна из-за крайне высокой энергии спаривания 7s-электронов. Поэтому максимальная степень окисления для теннессина должна равняться +5.
Самым простым соединением теннессина является его соединение с водородом, TsH, или (по аналогии с названиями других галогенов) теннессиноводород.